# King's Stanley
King's Stanley est une paroisse civile et un village du Gloucestershire, en Angleterre.